# Новопашин, Александр Владимирович
Алекса́ндр Влади́мирович Новопа́шин (род. 26 июля 1962, Ирбит, Свердловская область, СССР) — российский церковный и общественный деятель, миссионер, исследователь современного религиозного сектантства, деятель антисектантского движения, спортсмен-тяжёлоатлет.
Священнослужитель Русской православной церкви (митрофорный протоиерей). Благочинный Центрального епархиального округа Новосибирской митрополии, руководитель Миссионерского отдела Новосибирской митрополии, настоятель Собора во имя святого благоверного князя Александра Невского, основатель и председатель Александро-Невского братства, вице-президент Российской ассоциации центров по изучению религий и сект (РАЦИРС), руководитель Новосибирского регионального отделения Центра религиоведческих исследований во имя священномученика Иринея Лионского. Главный редактор епархиальной газеты «Православный миссионер», главный редактор веб-сайта Александро-Невского братства.
Председатель Общественного совета Федеральной службы РФ по контролю за оборотом наркотиков по Новосибирской области, член рабочей группы Общественного совета при Федеральной службе Российской Федерации по контролю за оборотом наркотиков, член Координационного Совета по противодействию наркомании Синодального отдела по церковной благотворительности и социальному служению Русской православной церкви. Создатель и руководитель реабилитационного центра для наркозависимых при Соборе во имя святого благоверного князя Александра Невского, а также других епархиальных реабилитационных центров в Новосибирской области.
Автор сценариев, продюсер и режиссёр-постановщик ряда документальных и художественных фильмов, посвящённых проблемам наркомании, экстремизма, терроризма и деструктивных сект в молодёжной среде, а также последнему царю Болгарии Симеону II.
Четырёхкратный чемпион Новосибирской области по жиму штанги лежа и серебряный призёр Кубка чемпионата мира по пауэрлифтингу, жиму штанги лежа и становой тяге (WPC/ AWPC) 2013 года (в категории от 40 лет).

## Биография
Родился 26 июля 1962 года в городе Ирбите Свердловской области в семье рабочих.
В 1980—1982 годах проходил службу в Советской Армии.
В 1983 году стал прихожанином Вознесенского кафедрального собора, где получил послушание алтарника, а также иподиакона митрополита Новосибирского и Барнаульского Гедеона (Докукина); в 1984 году был рукоположён во диаконы, а 15 февраля 1988 года во иереи.
В 1988—1991 годах служил в Покровском кафедральный соборе Барнаула.
В 1991 году окончил Московскую духовную семинарию. В том же году переведён в Новосибирск, получив 24 января 1992 года назначение в собор во имя святого благоверного князя Александра Невского, где с осени 1992 года являлся ключарём, а с 17 мая 1993 года по сей день — настоятель.
В Пасхальные дни 1994 года был возведён в сан протоиерея. В том же году стал основателем и председателем Александро-Невского братства и руководителем информационно-консультационного центра по вопросам сектантства. Главный редактор епархиальной газеты «Православный миссионер», главный редактор веб-сайта Александро-Невского братства, был членом редакционного совета православно-медицинского журнала «36,6 в Сибири» и членом редакционной коллегии журнала «Прозрение» (приложение к Журналу Московской Патриархии).
Был благочинным церквей Северо-Восточного округа Новосибирской епархии.
Председатель Новосибирского областного отделения комитета «За нравственное возрождение Отечества».

## Религиозная и общественная деятельность
С 1994 года по благословению митрополита Новосибирского и Бердского Тихона занимается деятельностью пролайф С 3 февраля 1996 года по 21 октября 2013 года был председателем городского благотворительного фонда «В защиту жизни нерождённых детей».
В 1996 году разработал и предложил проект «Миссионерского корабля» — церкви для проповеди Евангелия в удалённых от центра районах, расположенных на берегах реки Оби. В 1996—1999 годах участник миссионерских съездов РПЦ.
С 2000 года занимается профилактикой экстремизма и антитеррористической деятельностью, являясь участником и докладчиком многих международных и российских антитеррористических и антисектантских конференций и форумов.
В феврале 2009 года — делегат от духовенства на Поместном соборе Русской православной церкви, созванном для избрания 16-го патриарха Московским и всея Руси.
В 2015 году выступил одним из активных противников постановки режиссёром Тимофеем Кулябиным спектакля «Тангейзер» в Новосибирском театре оперы и балета, став организатором общегородского молитвенного стояния на площади Ленина, направленного на защиту святынь и религиозных чувств верующих, и выступив с критикой городских властей за «попустительство святотатства».
Создатель и руководитель реабилитационного центра для наркозависимых при соборе Александра Невского, а также других епархиальных реабилитационных центров в Новосибирской области.
Является руководителем православного детского оздоровительного лагеря во имя святого преподобного Серафима Саровского в селе Завьялово.
Один из создателей епархиального проекта «Сотвори милость» (при спонсорской поддержке Русско-американской общественной организации (RACS) при соборе Иконы Божией Матери «Всех скорбящих Радость» Русской православной церкви заграницей), целью которого является оказание помощи людям, оказавшимся в сложных жизненных обстоятельствах (отсутствие документов, денег, жилища) посредством социальных гостиниц, пунктов благотворительного питания, обогрева и ночного пребывания, расположенных в особых армейских палатках, оказания помощи в восстановлении документов.
Автор документальных и художественных фильмов, посвящённых проблеме наркомании («Перелом» и «Меня это не касается»), деструктивного сектантства, экстремизма и терроризма в молодёжной среде («Рядом с нами») и о последнем болгарском царе Симеоне II («Царь Болгарский»). Фильм «Меня это не касается» (главную роль исполнил артист Юрий Беляев) стал лауреатом семнадцати российских и зарубежных кинофестивалей, включая первую премию в конкурсе телефильмов «ТВ-Шок», проходившего на кинофестивале «Киношок-2013». За «Царя Болгарского» автор получил в награду от Симеона II автобиографическую книгу с дарственной надписью, а сама картина переведена на ряд языков мира. Фильм «Рядом с нами» был снят по заказу Главного управления по противодействию экстремизму МВД России (ГУПЭ МВД России), и в съёмках приняли участие Денис Береснев, Екатерина Вилкова, Сергей Маховиков, Илья Любимов, Юрий Назаров, Илья Оболонков и другие.
В 2022 году подписал письмо в поддержку российского военного вторжения на Украину.
Член-корреспондент FECRIS.

## Спортивная деятельность
С 2006 года занимается силовыми видами спорта — пауэрлифтинг и жим лёжа (120 кг). С 2011 года занимается под руководством президента Федерации пауэрлифтинга Новосибирской области, заслуженного тренера России, мастера спорта по пауэрлифтингу Игоря Беляева, являющегося прихожанином Собора во имя святого благоверного князя Александра Невского. Четырехкратный чемпион Новосибирской области по жиму штанги лежа, в 2013 году во Дворце культуры имени Максима Горького выступая в категории от 40 лет, стал серебряным призёром Кубка чемпионата мира по пауэрлифтингу, жиму штанги лежа и становой тяге (WPC/ AWPC). Кроме того, сам является тренером команды пауэрлитфтеров при возглавляемом им реабилитационном центре для наркозависимых при Соборе во имя святого благоверного князя Александра Невского. Также имеет свою футбольную команду.

## Фильмография
- 2016 — Рядом с нами
- 2013 — Меня это не касается
- 2011 — Царь болгарский (документальный)
- 2009 — Перелом (документальный)

## Награды
светские
- Орден Дружбы (15 июля 2022 года) — за большой вклад в сохранение и развитие духовно-нравственных и культурных традиций, многолетнюю плодотворную деятельность[23]
- Медаль ордена «За заслуги перед Отечеством» II степени (23 марта 2015 года) — за достигнутые трудовые успехи, многолетнюю добросовестную работу и активную общественную деятельность[24][1][6][25];
- Медаль МВД России «За боевое содружество»[1][2];
- Медаль «200 лет МВД России»[1][2];
- Медаль «За содействие органам наркоконтроля»[1][2];
- Медаль ГУПЭ МВД России «За заслуги в борьбе с организованной преступностью» (2014)[2];
- Нагрудный знак «За службу России» (награждён комендантом Железнодорожного района города Грозный во время Первой чеченской кампании)[1][2];
- Нагрудный знак «За содействие МВД»[1][2];
- Нагрудный знак ГУПЭ РФ «За противодействие экстремизму» (2015)[1][2][26][27];
- Медаль ГУПЭ МВД РФ «За противодействие экстремизму» (2019)[1][28].

церковные и религиозные
- Медаль преподобного Сергия Радонежского III степени (1988)[1][9];
- Орден Святителя Иннокентия, митрополита Московского и Коломенского III степени (1999, за миссионерскую деятельность)[1][9];
- Патриаршая грамота (2004 и 2009)[1][9];
- Орден Преподобного Серафима Саровского III степени (2006)[1][9];
- Орден Святого благоверного великого князя Александра Невского III степени (2025)[29];
- Медаль «Серебряный полумесяц» Центрального муфтията Свердловской области (2016)[30];
- Крест с украшениями[1];
- Митра[1];
- Правом служения литургии с открытыми Царскими вратами до херувимской песни[1];
- Правом служения литургии с открытыми Царскими вратами до «Отче наш» (2022)[31].

кино
- Лауреат XVI Международного фестиваля кино и телепрограмм «Радонеж» за фильм «Царь болгарский» в номинации «Лучший телевизионный фильм» (2011)[32];
- Диплом «За сохранение традиций и вклад в развитие православного искусства» («За освобождение личности от мифов современности») VII международного Сретенского православного кинофестиваля «Встреча» (Обнинск, 2011)[32];
- Лауреат XXI международного кинофорума «Золотой Витязь» — специальный диплом в номинации «Полнометражные документальные фильмы» (2012)[32];
- Специальный приз и диплом жюри Московского Международного фестиваля детективных фильмов и фильмов/телепрограмм правоохранительной тематики DetectiveFEST (2012)[32];
- Два специальных диплома жюри Всероссийского фестиваля-конкурса «Единение» (2012)[32];
- Лауреат Международного кинофестиваля «Вечевой колокол» (Краснодар, 2012)[32];
- Приз зрительских симпатий Международного кинофестиваля «Амурская осень» (Благовещенск, 2013)[32];
- Статуэтка св. Георгий Победоносец (специальный приз) и диплом Первого международного теле-кино фестиваля «Славянская сказка» (2013)[32];
- 3-я премия в номинации «Лучшее игровое кино» на Международном кинофестивале «Покров-2013» (Киев, 2013)[32];
- Главный приз «Лучшее игровое кино» Новосибирского XI кинофестиваля молодого кино «Зелёное яблоко-2013»[32];
- Специальный диплом Президента Международного кинофестиваля «Русское зарубежье» (2016)[32];
- Специальный приз Губернатора Алтайского края «За самое совестливое и душевное кино» на XVIII Всероссийском Шукшинском кинофестивале (2016)[32];
- Специальный приз МВД России «За вклад в борьбу с экстремизмом» и приз прессы «За самое лучшее кино» по версии Orenburg Media Grup — на церемонии закрытия IX международного кинофестиваля «Восток-Запад. Классика и авангард» (Оренбург, 2016)[32];
- Нагрудный знак «Лауреат премии МВД России», диплом «Лауреат премии МВД России» и приз-скульптура «Святой Георгий» (2016)[32][33];
- Приз и диплом за лучшую режиссуру фильма «Рядом с нами» на V Международном фестивале художественных и телевизионных фильмов «Славянская сказка» в Евразийском пространстве им. академика Д. С. Лихачёва (София, 2017)[32];
- Приз за лучшую режиссуру, фильм «Рядом с нами» на XIII международном кинофестивале «Золотая Афродита» (Кипр, 2016)[32].

## Семья
- Дочь — Анастасия Новопашина, актриса[34][35].
- Сын — Кирилл Новопашин (род. 10 марта 1984 года), кинооператор, окончил школу театрального мастерства в Новосибирске, директор кинокомпании «Акростих».[36]

## Сочинения
- Христос и Кришна: Свет и тьма. — Новосибирск : Зап.-Сиб. христиан. миссия, 1992. — 16 с.
  - Христос и Кришна: Свет и тьма. — 2-е изд., исп. и доп. — Новосибирск: Информационно-консультативный центр по вопросам сектантства, 2015. — 48 с.
- Новопашин А. В. прот., Мельников В. Г. О чём свидетельствуют «свидетели Иеговы Архивная копия от 11 января 2020 на Wayback Machine»? — Новосибирск : Собор во имя благовер. князя Александра Невского: Приход во имя преподоб. Серафима Саровского, 1996. — 32 с.
- Католическая миссия в Сибири // Ватикан: натиск на Восток: сборник. — М. : Одигитрия, 1998. — 208 с. — С. 57-73
- Школа дураков // Прозрение. — 2000. — № 1 (4).
- Сектантские тенденции в некоторых внутрицерковных группах // Искушения наших дней: в защиту церковного единства / Ред.-сост. А. Добросоцких. — М. : Даниловский благовестник, 2003. — 320 с. — С. 159—165
- Секты в Новосибирской области // Тоталитарные секты и демократическое государство: материалы международной конференции. Новосибирск. 9-11 ноября 2004 г. / Сост. А. Новопашин. — Новосибирск : Книжица, 2005. — 264 с. — С. 35-53
- Армия России и сектантство // Тоталитарные секты и демократическое государство: материалы международной конференции. Новосибирск. 9-11 ноября 2004 г. / Сост. А. Новопашин. — Новосибирск : Книжица, 2005. — 264 с. — С. 140—145
- Как распознать «православную» секту? (11 вопросов самому себе) // Фома. — 2006. — № 2. — С. 42-43.
- Ловцы душ: педагогические секты в Новосибирске // Воскресная газета Покров. — 2006. — № 7-8. — С. 11.
- Ловцы душ: педагогические секты в Новосибирске // Воскресная газета Покров. — 2006. — № 9-10. — С. 14.
- Схождение Благодатного Огня // Пастырь. — 2007. — № 4. — С. 41-44.